# USM Bel-Abbès
Der USM Bel-Abbès (Union Sportive Medinat Bel-Abbès, arabisch: الإتحاد الرياضي لمدينة بلعباس‎) ist ein algerischer Fußballverein aus Sidi Bel Abbès.

## Geschichte
Der Verein wurde am 7. Februar 1933 unter dem Namen Union Sportive Musulmane de Bel-Abbès gegründet. 1991 gelang ihnen mit dem Sieg des algerischen Pokals der größte Erfolg des Vereines. Sie qualifizierten sich damit erstmals für den African Cup Winners’ Cup, wo sie in der zweiten Spielrunde an Africa Sports National scheiterten.
2018 gelang erneut der Pokalsieg und man traf im folgenden CAF Confederation Cup in der 1. Runde auf die Rangers International aus Nigeria, und schied dort mit 0:0 und 0:2 aus. Durch einen 1:0-Sieg über Meister CS Constantine gewann man aber noch im gleichen Jahr den algerischen Superpokal.

## Stadion
Die Heimspiele werden seit 1981 im 45.000 Zuschauer fassenden Stade 24 Fevrier 1956, welches mittlerweile über einen Kunstrasen verfügt, ausgetragen.

## Erfolge
- Algerischer Pokalsieger: 1991, 2018
- Algerischer Superpokalsieger: 2018

## Internationale Spiele
| Wettbewerb                    | Runde    | Gegner                 | Hinspiel | Rückspiel |  |
| ----------------------------- | -------- | ---------------------- | -------- | --------- |  |
|                               |          |                        |          |           |  |
| African Cup Winners’ Cup 1992 | 1. Runde | AS Mande Bamako        | 0:2 (A)  | 5:0 (H)   |  |
|                               | 2. Runde | Africa Sports National | 1:5 (A)  | 1:1 (H)   |  |
| CAF Confederation Cup 2018/19 | Vorrunde | LISCR FC               | 4:0 (H)  | 0:1 (A)   |  |
|                               | 2. Runde | Rangers International  | 0:0 (H)  | 0:2 (A)   |  |